# Gallipolis
|  | Aquest article tracta sobre el municipi d'Ohio. Vegeu-ne altres significats a «Gal·lípoli (desambiguació)». |

Gallipolis és una població dels Estats Units a l'estat d'Ohio. Segons el cens del 2000 tenia 4.180 habitants.

## Demografia
Segons el cens del 2000, Gallipolis tenia 4.180 habitants, 1.847 habitatges, i 1.004 famílies. La densitat de població era de 445,8 habitants per km².
Dels 1.847 habitatges en un 23,2% hi vivien nens de menys de 18 anys, en un 37,8% hi vivien parelles casades, en un 13,6% dones solteres, i en un 45,6% no eren unitats familiars. En el 41,2% dels habitatges hi vivien persones soles el 19,5% de les quals corresponia a persones de 65 anys o més que vivien soles. El nombre mitjà de persones vivint en cada habitatge era de 2,11 i el nombre mitjà de persones que vivien en cada família era de 2,87.
Per edats la població es repartia de la següent manera: un 20,1% tenia menys de 18 anys, un 7,8% entre 18 i 24, un 25,7% entre 25 i 44, un 25,2% de 45 a 60 i un 21,2% 65 anys o més.
L'edat mediana era de 42 anys. Per cada 100 dones de 18 o més anys hi havia 82,9 homes.
La renda mediana per habitatge era de 25.846 $ i la renda mediana per família de 36.477 $. Els homes tenien una renda mediana de 30.032 $ mentre que les dones 22.473 $. La renda per capita de la població era de 16.728 $. Aproximadament el 13,6% de les famílies i el 21,5% de la població estaven per davall del llindar de pobresa.

## Poblacions més properes
El següent diagrama mostra les poblacions més properes.